# Tercera Toma de Lima
La tercera Toma de Lima o Gran Marcha Nacional fue una movilización popular convocada por el Comando Nacional Unitario de Lucha (CNUL), el Centro Liberal de Izquierdas y Derechas (que incluye al colectivo No a Keiko, la Disidencia Progresista, el Partido del Buen Gobierno y el Partido Morado) y el Comité Nacional de Lucha Unificado del Perú (CONULP), realizada a nivel nacional en el Perú, especialmente en la capital, Lima, el 19 de julio de 2023.
Este fue el tercer evento con la denominación «Toma de Lima» del año (véase el anexo correspondiente para otras tomas convocadas).

## Antecedentes

### Inmediatos

#### «Toma de Lima» convocadas en 2022
El 20 de octubre de 2022, la Asamblea Nacional de los Pueblos (ANP) convocó para el 10 de noviembre una marcha denominada "Toma de Lima" en apoyo al expresidente Pedro Castillo y a la redacción de una nueva constitución. Posteriormente, fue convocada una segunda "Toma de Lima" para el 16 de noviembre, pero fue postergada hasta la llegada de los integrantes de la OEA el 21 de noviembre. 
Para el 7 de diciembre, fue convocada una tercera «Toma de Lima» en apoyo a Pedro Castillo. La convocatoria y difusión de información sobre la manifestación se realizó a través de redes sociales.

#### Intento de autogolpe de Pedro Castillo
El 7 de diciembre de 2022, el por entonces presidente Pedro Castillo dio un mensaje a la Nación donde disolvía el Congreso de la República e intervenía diversas instituciones del Estado. Los manifestantes en favor de Castillo empezaron a tomar las calles apoyando al presidente. Al conocerse del mensaje a la Nación, los manifestantes marcharon en apoyo a la decisión tomada por Castillo y proclamando que el presidente no había dado un golpe de Estado. Sin embargo, el congreso, amparándose en el artículo 46 de la Constitución del 93, inició el proceso de vacancia, que terminó con su destitución y posterior arresto cuando se dirigía a la embajada de México para solicitar asilo político. Tras la detención de Castillo, los manifestantes marcharon por las calles proclamando que Castillo había recibido un golpe de Estado y llamaron a la «insurgencia popular» iniciándose la convulsión social en el Perú.

## Acciones previas

### Acuerdos en Puente Piedra
Desde marzo ya se hablaba de una otra posible «tercera Toma de Lima», cuyo nombre provisional fue «marcha rumbo a Lima». Dicho evento empezó a programarse el 6 de mayo durante una reunión de dirigentes de la Coordinadora Macrorregional del Sur en la ciudad de Yunguyo (Puno). Entre el 1 y 2 de julio, en el «Primer Encuentro Nacional de los Pueblos y Organizaciones del Perú» en el local de la Asociación Cabanista, en el distrito de Puente Piedra (Lima), alrededor de 800 dirigentes de todo el país pertenecientes a la Asamblea Nacional de los Pueblos (ANP), a la Confederación General de Trabajadores del Perú (CGTP), a la Central Única Nacional de Rondas Campesinas del Perú (Cunarc), a la Federación de Pueblos Jóvenes, a la Federación Nacional de Trabajadores en la Educación del Perú (FENATEP), así como también de la Coordinadora Macrorregional del Sur, Macro Norte, Macro Centro y organizaciones de construcción civil se reunieron en una asamblea nacional. En ella acordaron retomar las protestas contra Dina Boluarte y liderar la «tercera Toma de Lima» prevista para el 19 de julio, en honor al paro nacional de 1977.
Para unificar a otras facciones políticas y liderar la «tercera Toma de Lima» y acciones posteriores, los dirigentes crearon el Comando Nacional Unitario de Lucha (CNUL), organismo gremial compuesto de 20 dirigentes y 26 delegados de todo el país.

## Marchas

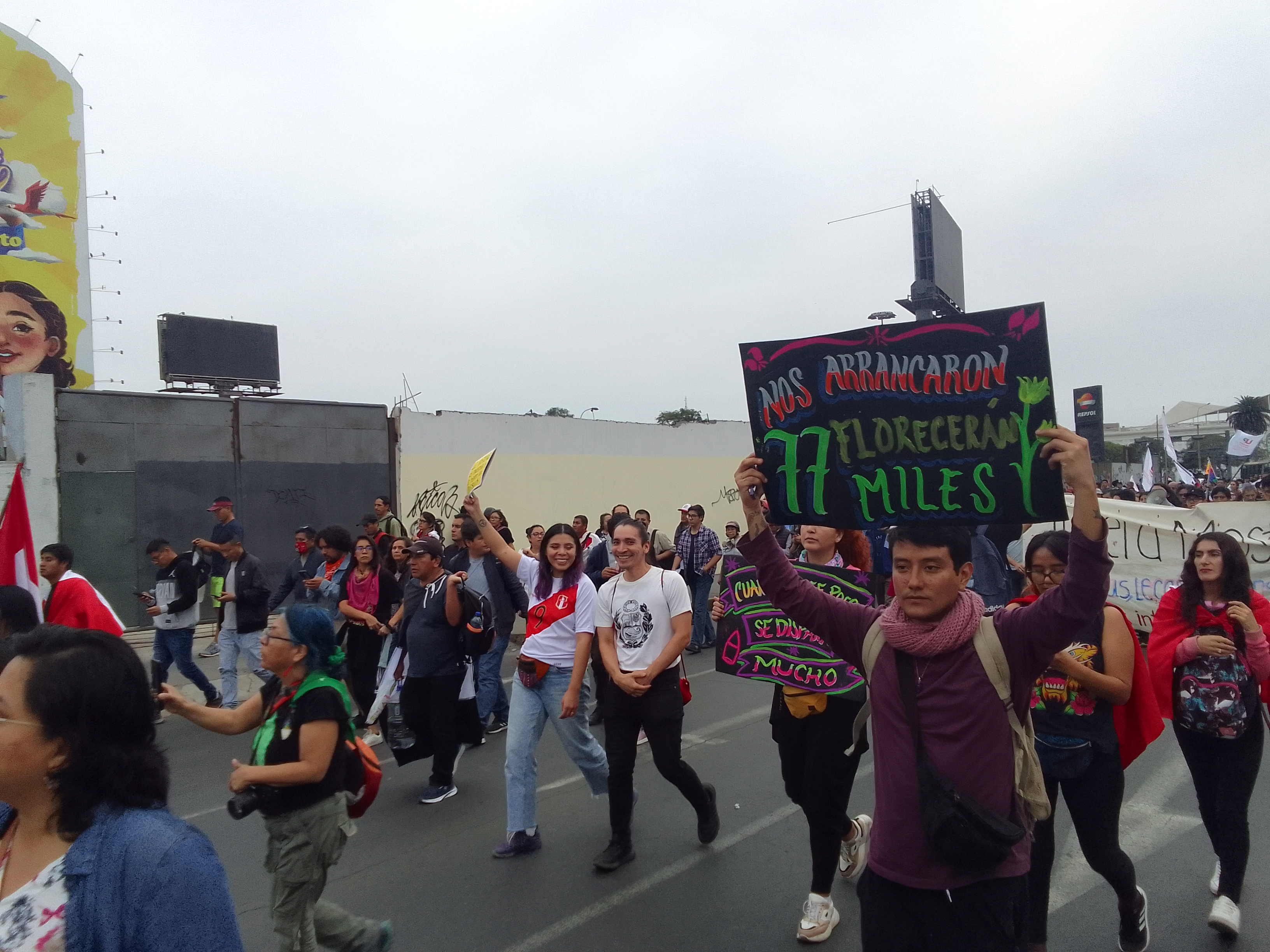
Pancarta con la inscripción "Nos arrancaron 77 [sic], florecerán miles".

### 19 de julio
Durante todo el día, la Defensoría del Pueblo reportó movilizaciones en 59 provincias (en todas las regiones del país), junto a bloqueo de vías en 23 provincias. Según el ministerio del Interior, se informó la asistencia de 21 mil personas en las marchas a nivel nacional. Las protestas fueron contundentes en Arequipa, Puno, Ayacucho y Huancavelica. En esta última región, universitarios mantuvieron tomada la Universidad Nacional de Huancavelica, y durante la tarde, manifestantes quemaron la puerta de la prefectura regional. En Cajamarca, universitarios tomaron la Universidad Nacional de dicha región.

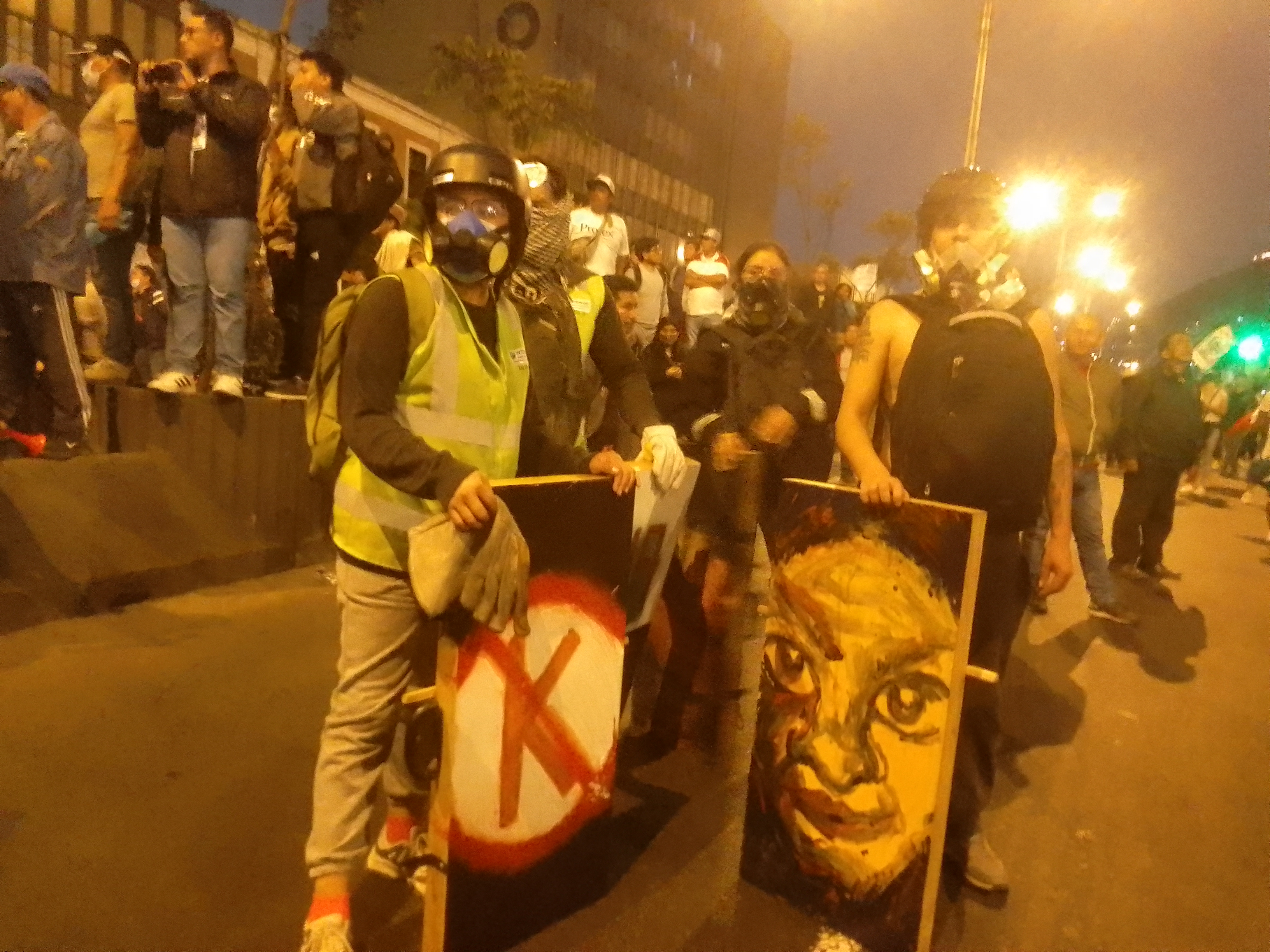
Grupo de manifestantes portando escudos y máscaras antigás frente al Congreso de la República.

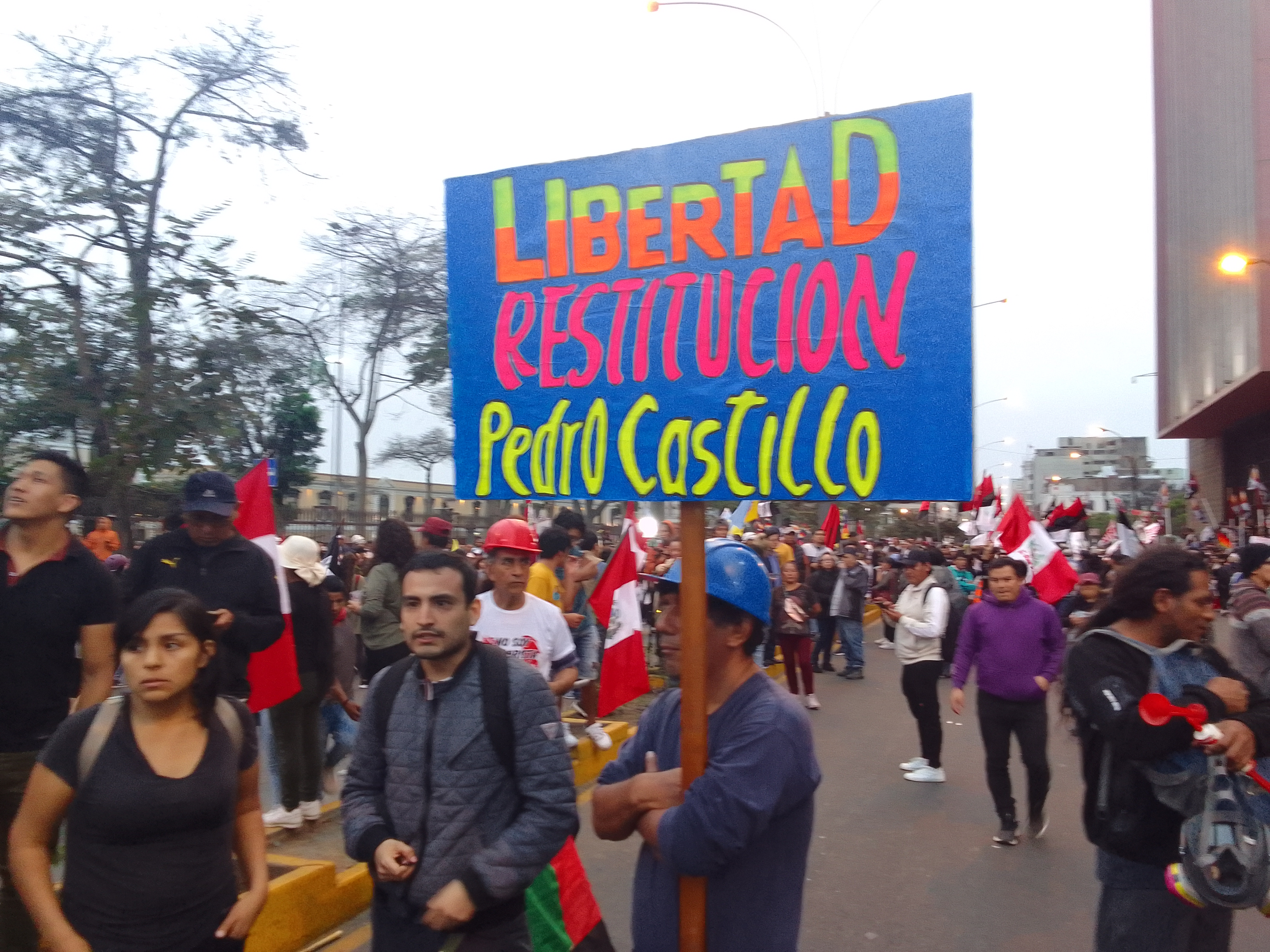
Manifestante portando un cartel con la frase "Libertad y restitución Pedro Castillo".

En Lima, la Confederación General de Trabajadores del Perú (CGTP) y la Federación Universitaria de San Marcos (FUSM) apoyaron la marcha. En la noche, manifestantes llegaron a los exteriores del Congreso. Se realizó mayormente de forma pacífica, durante la cual se personificó a Boluarte de Barbie y se viralizó a un manifestante disfrazado del Hombre Araña. Se registró incidentes en el centro de Lima. Producto de los enfrentamientos, hubo 8 heridos (4 policías y 4 manifestantes), según detalló el ministro del interior, Vicente Romero. Se reportó la detención de 6 manifestantes (entre ellos uno que lanzó una molotov), que estarían procesados por los delitos contra la tranquilidad pública tras atacar a la policía con piedras y còcteles molotov. Los detenidos fueron identificados como: Miguel Hidalgo Alejo, Jorge Ramírez Carvajal, César Garrido Gutiérrez, Sebastián Chanco Rebaza, Richard Aguilar Fernández y Joselyn Vilca Tintayo. Algunos de ellos fueron liberados a los 10 días, con la condición de "no concurrir a lugares de dudosa reputación" ni cambiar de domicilio sin autorización previa.
Además, el general PNP, Óscar Arriola, explicó la presencia de postas de goma para protegerse de los manifestantes por ser «prácticamente inofensivas». Por otro lado, se reportó que una periodista resultó herida tras recibir impactos de perdigones (la policía manifestó que en realidad eran postas de goma ya que, según el ministro del interior, "la PNP no utiliza perdigones hace 8 años") a la par que manifestantes fueron captados agrediendo a la prensa.  El adjunto para la Prevención de Conflictos Sociales de la Defensoría del Pueblo, Rolando Luque, reportó que en total, hubo 14 heridos (8 policías y 6 manifestantes).

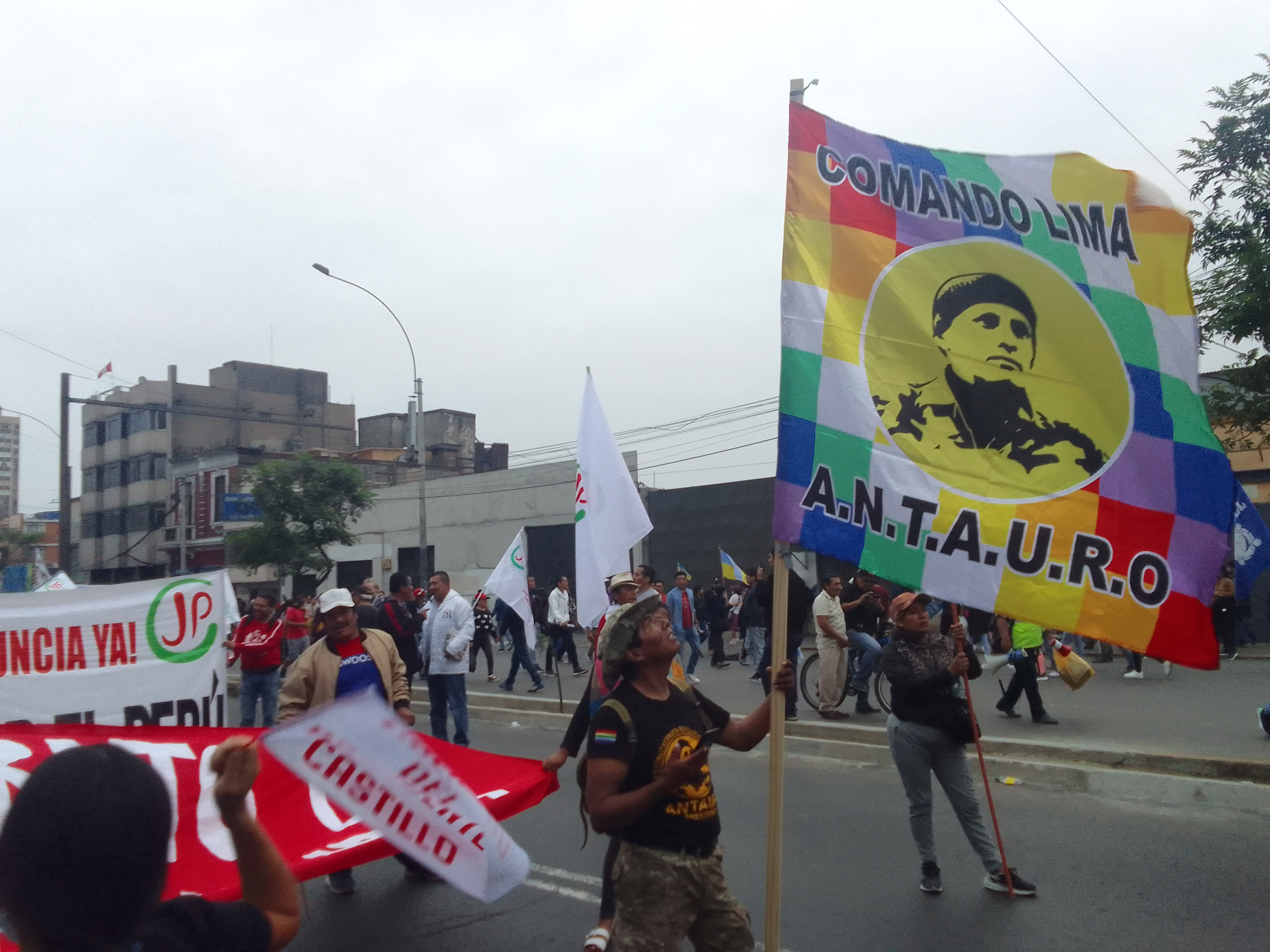
Etnocaceristas y partidarios de Juntos por el Perú en las manifestaciones.

En las protestas de Lima participaron diversas figuras políticas de la izquierda peruana, como Sigrid Bazán, Verónika Mendoza y Aníbal Torres. Además del rector de la UNI, Pablo Alfonso López y Rosa María Palacios. Además del Partido Morado y Perú Libre, el movimiento etnocacerista se hizo presente en las movilizaciones. 
Según Sutran, para finales del día, el 95 % de las carreteras se encontraron despejadas.
Según el reporte de la Defensoría del Pueblo, se registraron manifestaciones en 64 provincias (un 32,7% del total de provincias a nivel nacional).

### 20 de julio
Se convocó a una nueva marcha y vigilia en el centro de Lima. Se reportó del desbloqueo de las carreteras a la par que en Puno se dieron movilizaciones. Un grupo de aimaras cerró el puente internacional de Ilave.
El CNUL, a través de una conferencia de prensa, anunció movilizaciones el 22 de julio a nivel nacional informando, además, de la llegada de delegaciones de regiones para la marcha convocada.  La CGTP propuso marchas para el 27, 28 y 29 de julio.
Según el reporte de la Defensoría del Pueblo, se registraron manifestaciones en 9 provincias (un 4,6% del total de provincias a nivel nacional).

### 21 de julio
Aimaras anunciaron la radicalización de las protestas y que seguirían las protestas "aunque les cueste la vida".
Se registraron movilizaciones en 1 provincia según el reporte de la Defensoría del Pueblo.

### 22 de julio

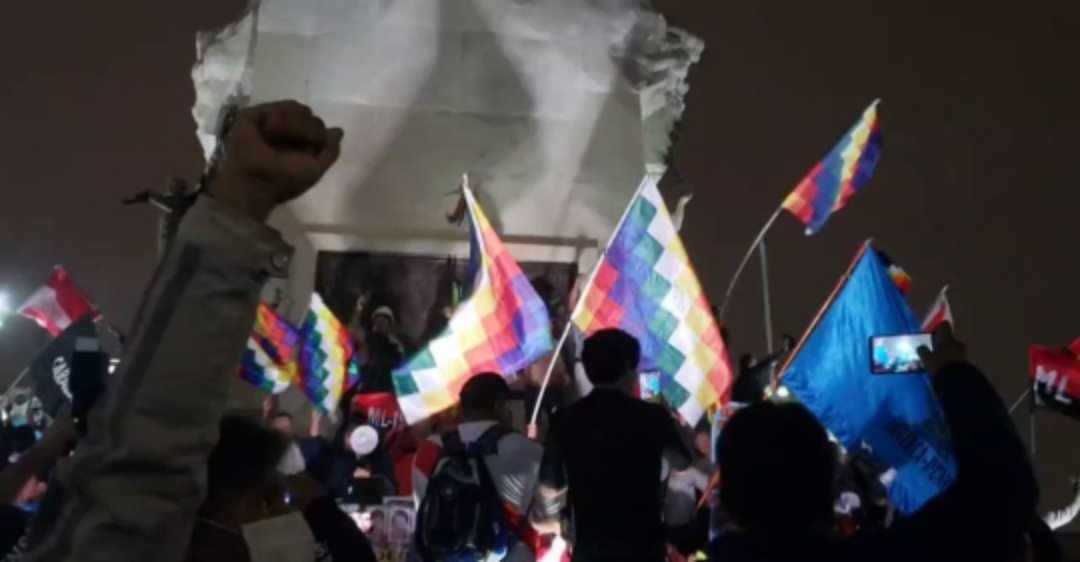
Manifestantes en la Plaza San Martín durante la jornada del 22 de julio

Según reporte de la Sutran, las vías nacionales no fueron bloqueadas. Por la mañana, se reportó la detención de Franco Lucio, miembro de colectivo barrial Ruray, cuando repartía volantes llamando a las manifestaciones. Al mediodía fue liberado.
Se registraron enfrentamientos entre la policía y los manifestantes en la Plaza San Martín, declarada zona intangible por la municipalidad de Lima. Un grupo de manifestantes llegó al frontis del Palacio de Justicia. En el lugar lanzaron cohetecillos.
Mientras, en la Plaza San Martín, se reportó que un agente policial intentó quitar la protección de una manifestante. Para las 7:15 p. m. se reportó un manifestante y un policía heridos. Posteriormente se reportó una brigadista agredida y la detención de Óscar Bellido Alata, brigadista de la Brigada Ninasonqo tras pintar la frase "Dina asesina". Mientras tanto, un grupo de brigadistas fueron captados portando en sus carretillas bombardas para luego lanzarlos a la policía. Uno de los brigadistas que lanzó bengalas contra la policía, identificado como Vladimir Molina Espinoza, fue detenido. El Poder Judicial, posteriormente, dictó 9 meses de prisión preventiva contra Molina, también fundador de la Brigada 14N, por el delito contra la tranquilidad pública, modalidad disturbios, en agravio del Estado.
Según el reporte de la Defensoría del Pueblo, se registraron movilizaciones en 2 provincias.

### 23 de julio
El alcalde de Ácora, Hernán Crisisto, se arrodilló ante los pobladores y dirigentes comunales pidiéndoles perdón por reunirse con la presidenta Dina Boluarte diciéndoles: "Hermanos, autoridades, pido perdón a mi pueblo por haberme reunido (con Dina Boluarte). Nunca más volveré a hacerlo, hermanos. Yo soy líder, representante de ustedes. Perdón, hermanos". Previamente, los pobladores le habían reclamado su accionar de viajar a Lima para reunirse con Boluarte. Uno de los tenientes gobernadores declaró que: "A partir de mañana, nuestra autoridad local va a ingresar a las protestas, es lo que hemos dicho. Él se comprometió, ojalá cumpla su palabra; si otra vez traiciona al pueblo, podría venir su revocatoria".
Debido a los incidentes ocurridos en la Plaza San Martín, los aimaras anunciaron que se manifestarán en solidaridad el 24 y viajarán a Lima. El dirigente Florencio Mamani anunció que "desde el lunes se cierra todo el sur, y no queremos saber nada de la Policía ni el Ejército. No los queremos en nuestros pueblos. Por esa agresión ahora protestaremos de manera más drástica".
Según el reporte de la Defensoría del Pueblo, se registraron movilizaciones en 1 provincia.

### 24 de julio
Se informó de la salida hacia Lima de una comitiva de 60 personas de Huancané. El CNUL sacó un comunicado donde afirmaba que habían marchado en Lima más de 100 mil personas y 1 millón en las regiones. El Comité de Lucha de la Provincia de Chumbivilcas sacó un comunicado donde expresaba la realización de un paro seco los días 28 y 29 de julio. Por otro lado, en Puno, manifestantes bloquearon el puente de Ilave.
Según el reporte de la Defensoría del Pueblo, se registraron movilizaciones en 3 provincias.

### 25 de julio
Manifestantes bloquearon el puente de Ilave y Ácora. Se anunciaron protestas más radicales para los días 26, 27 y 28 de julio. Autoridades gubernamentales anunciaron su apoyo y participación en las marchas. César Tito Rojas, del SUTEP-Puno, anunció el viaje de 300 docentes a Lima para las manifestaciones.
Según la Defensoría del Pueblo, se registraron movilizaciones en 4 provincias (siendo estas el 2% del total de provincias a nivel nacional).

### 26 de julio
La Federación Departamental de Trabajadores de Arequipa (FDTA) anunció que se manifestarían el 27 de julio, pero no el 28. El dirigente de la CGTP, Erwin Salazar, anunció que las regiones de todo el Perú saldrían a marchar. En Cusco, el vicepresidente de la Federación Universitaria del Cusco, Wilian Huamán, anunció la partida de estudiantes a Lima para participar en las marchas, aunque guardó reserva de la cantidad de estudiantes. El colectivo No a Keiko anunció que saldrían a manifestarse el 26, 27 y 28, iniciando con un plantón en el congreso el 26.
Tomiteo Calcina, presidente de los tenientes gobernadores de Ananea, manifestó que se acordó en una reunión acatar un paro seco los días 28 y 29 de julio. También detalló que el día viernes 28, una delegación de tenientes gobernadores y dirigentes viajarían a Juliaca para unirse a las manifestaciones. El dirigente de la Asociación de Dirigentes de Barrios y Urbanizaciones de las Cuatro Zonas de Juliaca, Antero Pimentel, manifestó que un regalo para las Fiestas Patrias sería la renuncia de Boluarte, el cierre del congreso y la instalación de la asamblea constituyente. También manifestó que han enviado cuatro delegaciones a Lima y la planeación de protestas en la provincia de San Román para los días 27, 28 y 29 de julio. Mientras tanto, tras una reunión, pobladores de San Antón, Azángaro, anunciaron que los días 27, 28 y 29 de julio iban a bloquear la carretera interoceánica, empezando la jornada desde las cero horas del día 27 y culminando con un mitin el 29. También anunciaron que iban a pedir explicaciones al alcalde Marco Antonio Mamani Lima por reunirse con Dina Boluarte en Lima. Se anunció una reunión para el 27 de julio donde dirigentes y tenientes gobernadores de Atuncolla definirían las medidas de protesta. Se anunció que una propuesta era bloquear la vía Puno-Juliaca los días 28 y 29. Por otro lado, se anunció que la vía Puno-Moquegua podría ser bloqueada. Además, se convocó a vigilas a partir del 27 de julio en el penal de Barbadillo, donde se encuentra Pedro Castillo, exigiendo la liberación de Castillo.
Se reportó que 50 manifestantes se congregaron en el frontis del congreso en Lima. La policía los dispersó luego de que la congregación generara caos vehicular. En Juliaca, manifestantes, entre ellos los familiares de los fallecidos durante la denominada masacre de Juliaca y miembros del SUTEP-Puno, irrumpieron el desfile cívico-militar celebrado en aquel lugar. La situación inició con la llegada de los manifestantes exigiendo la suspensión de la actividad. Tras intentar sin éxito contener a los manifestantes, las autoridades se refugiaron en el interior de la municipalidad.
Según el reporte de la Defensoría del Pueblo, se registraron movilizaciones en 6 provincias (un 3,1% del total de provincias a nivel nacional).

### 27 de julio
El CNUL hizo una conferencia donde anunció fuertes movilizaciones para los días 28 y 29 de julio. Se convocó para el viernes 28 una marcha denominada "Gran Marcha Nacional de Todas las Sangres".
El secretario adjunto de la CGTP, Gustavo Minaya, ratificó la jornada de protestas señalando que el día 28 sería el día central de las manifestaciones. El dirigente de la Central de Barrios de Puno, José Churayra, señaló que se iban a desarrollar acciones de protesta aunque cuestionó que los sectores de transporte y comercio no se hayan pronunciado al respecto. El secretario general del SUTEP-Puno, llamó a la unidad de los puneños para derrocar a Boluarte y conmemorar las fiestas patrias con movilizaciones. El dirigente del Comité de Lucha del distrito de Asillo, Simeón Condori, manifestó que, según lo planeado, se tiene previsto radicalizar las marchas. En Trujillo, Noa Díaz Uriarte, integrante del Comando Unitario Regional La Libertad, indicó que las movilizaciones se llevarían a cabo hasta la renuncia de Boluarte. Por su parte, el Frente Unitario Regional de Lambayeque anunció protestas para el 28 de julio. El Frente de Egresados y Egresadas de San Marcos confirmó, junto al Bloque Universitario de Lima y Callao, su presencia en las movilizaciones. La Coordinadora Nacional de Derechos Humanos (CNDDHH) hizo una invitación a participar en las marchas del 28 de julio.
Se dio inicio al paro seco en Puno. Se reportó el bloqueo de vías en Ácora, al igual que en Azángaro. La carretera interoceánica fue bloqueada. La vía Cusco-Puno fue tomada por los manifestantes. Se reportó que profesores del SUTEP-Puno realizaron una marcha por los alrededores del aeropuerto Manco Inca de Juliaca.
Se registraron movilizaciones en Trujillo. En Ayacucho, manifestantes protestaron en rechazo de Boluarte y del gobernador regional, Wilfredo Oscorima. Se reportó que un grupo de manifestantes de Huancavelica viajaron a Lima. Un grupo de manifestantes en Arequipa intentó ingresar al desfile. Se registraron enfrentamientos entre la policía y los manifestantes de la FDTA en Arequipa. En Lima, las actividades en el cercado de Lima fueron suspendidas luego que manifestantes, al llegar a un evento de la municipalidad de Lima donde artistas y bandas estaban desarrollando sus actividades, irrumpieron rompiendo el cordón de seguridad y agredieran a los presentes.
Según el reporte de la Defensoría del Pueblo, se registraron movilizaciones en 12 provincias (un 6,1% del total de provincias a nivel nacional).

### 28 de julio

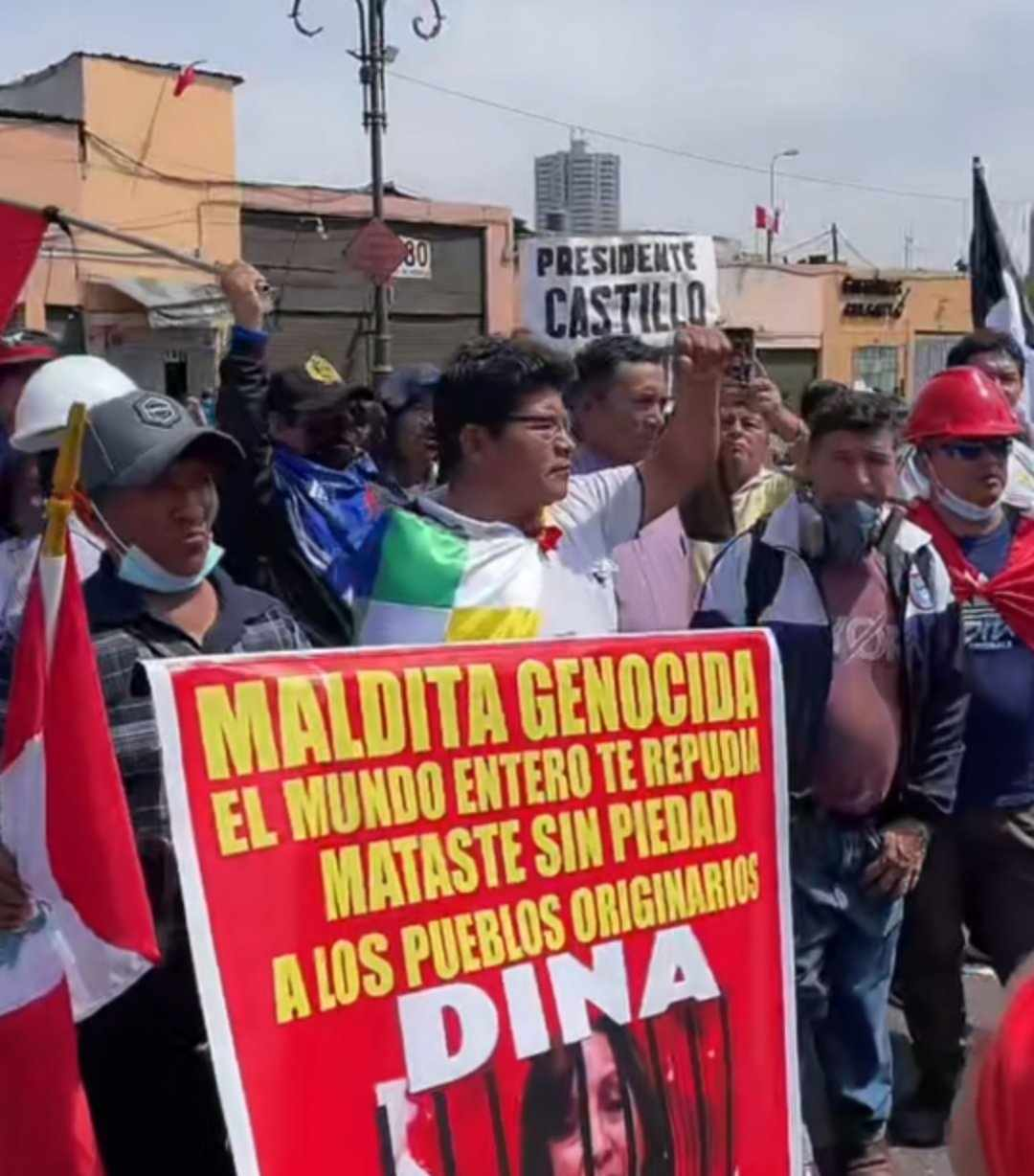
Manifestaciones durante el 28 de julio

Se reportó el cierre de terminales y mercados en Puno. En Arequipa, la dirigente de la plataforma comercial Andrés Avelino Cáceres, Jhazmani Cayo, informó que realizarán un cacerolazo cuando Boluarte de su mensaje a la nación. Se reportaron manifestaciones en Juliaca. En Carabaya, manifestantes tomaron las instalaciones de la municipalidad provincial debido a que su alcalde, Edmundo Cáceres, se había reunido con Boluarte. En total, se reportó 12 vías bloqueadas en Puno. Luego, la SUTRAN reportó 14 puntos bloqueados.
Se reportó concentración de manifestantes en la Plaza Dos de Mayo de Lima. Los dirigentes declararon que van a "luchar hasta encontrar justicia. Estamos dispuestos a dar nuestra vida por recuperar la democracia, aquí estamos viviendo una dictadura cívico-militar conducida por la señora Dina Boluarte. ¡Exigimos su renuncia!". De la Plaza Dos de Mayo se dirigieron a la Plaza San Martín. A las 11 de la mañana, se reportó la presencia de 500 manifestantes en Lima, provenientes de la Plaza San Martín, que intentaban pasar a la Av. Abancay. Un grupo de manifestantes arrojó piedras al camarógrafo de América TV. Se reportaron enfrentamientos entre policías y manifestantes cuando manifestantes intentaron llegar a las inmediaciones del congreso. Se informó el uso de palos, piedras y botellas por parte de los manifestantes, además de patadas a los escudos de los policías para romper el cerco policial. Por su lado, ciudadanos formaron largas colas para poder transitar a sus lugares de destino.
El fotoperiodista Walter Hupiu denunció que la policía le impidió cubrir la manifestación al pedirle que se identifique como periodista colegiado. Se reportó que los manifestantes retrocedieron a la Plaza San Martín, posteriormente fueron dispersados con bombas lacrimógenas. Se denunció que los periodistas Juan Zapata y Graciela Tiburcio quedaron heridos. Kenty Aguirre, miembro de la prensa alternativa y cineasta, fue detenido sin presencia de un fiscal, quien se negó a firmar actas de detención. En el Parque Universitario se reportaron enfrentamientos entre la policía y manifestantes.
El CNUL anunció el "Desfile de Todas las Sangres" para el 29 de julio.
La Defensoría del Pueblo reportó 6 heridos: 4 civiles y 2 policías. También reportó manifestaciones en 21 provincias.

#### Mensaje a la nación
En su mensaje a la nación, la presidenta Dina Boluarte pidió perdón a los deudos de las víctimas (tanto civiles como militares y policiales) que murieron durante la convulsión social.  Además, señaló que se viene resarciendo económicamente a los deudos de las víctimas (tanto fallecidos como heridos) y declaró que extiende su "mano y propongo firmar un pacto de reconciliación, un pacto por la vida, por la paz, por la justicia, por la igualdad".
Los aimaras, por su parte, en Puno, no aceptaron el perdón de la presidenta y señalaron que continuarían las manifestaciones.

### 29 de julio
Se registraron enfrentamientos en la plaza Dos de Mayo entre la policía y los manifestantes que intentaban dirigirse al desfile militar. Se reportó un herido (en total, se reportarían 3 heridos: 2 civiles y un policía).  A nivel nacional, se reportaron dos puntos de bloqueos en Puno. Uno de los dirigentes aimaras, Luis Cruz Layme, fue detenido.

### Declive y convocatoria a nuevas marchas

#### 30 de julio
Solo se registraron movilizaciones en Lima metropolitana. No se reportaron bloqueos ni enfrentamientos con la policía.
En una reunión en un local en Breña y bajo el liderazgo de Lucio Ccallo, se llevó a cabo una reunión de dirigentes del CNUL donde se estableció movilizaciones para el 12 de octubre y el 7 y 9 de diciembre. Fue convocada, además, un Segundo Encuentro de Organizaciones Sociales, bajo coordinaciones de Ccallo, para los días 30 de septiembre y 1 de octubre en Lima para definir propuestas y medidas de acción.

#### 31 de julio
Solo se registraron movilizaciones en Lima metropolitana. No se reportaron bloqueos ni enfrentamientos con la policía.
El CNUL anunció una nueva jornada de protestas para el 12 de octubre catalogando de exitosa la Tercera Toma de Lima. El representante del CNUL, Lucio Ccallo, mencionó que no habría "ni olvido ni perdón" y se rechazó el diálogo con las autoridades gubernamentales. También se acordó realizar manifestaciones el 7 de diciembre en conmemoración del intento de autogolpe de Pedro Castillo debido a que consideran que el congreso realizó un golpe de Estado contra Castillo.

## Repercusiones

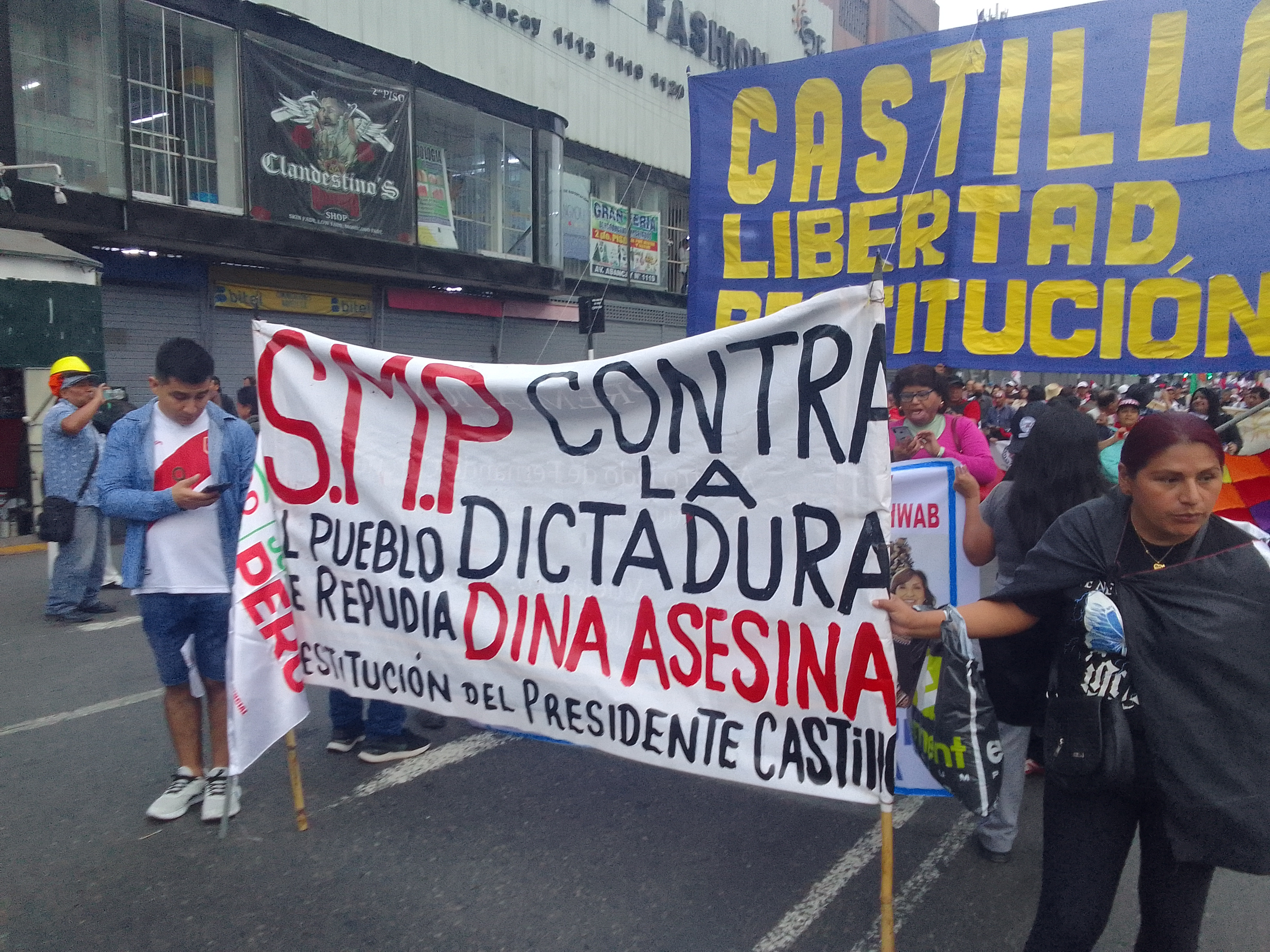
Manifestantes movilizándose durante la Tercera Toma de Lima

Dina Boluarte, en la ceremonia de la creación de la Autoridad Nacional de Infraestructura, extendió su «invitación al diálogo, a veces de esas diferencias salen grandes ideas y positivas... así que hermanos... pongamos una agenda social y conversemos». Añadió, en su llamado al diálogo, a «llegar a buenos consensos que resuelvan los problemas del país, y que no estén por delante intereses políticos, que con el devenir de los días no tienen espacios de solución, porque son políticos, y eso se resolverá en las próximas elecciones». Por su lado, Lucio Ccallo, uno de los coordinadores del CNUL, señaló que las protestas iban a continuar hasta la renuncia de Boluarte además que vendrían delegaciones regionales a la capital. Lía Valderrama, vocera de los Frentes de Colectivos de Lima, señaló que el CNUL no se reuniría con Boluarte y señaló que las manifestaciones continuarían hasta Fiestas Patrias.
Fernando Vivas de El Comercio señaló que «el gobierno, sin querer, fue el principal promotor de una protesta que no pintaba enorme». En tanto que la editorial de Perú 21 puntualizó «si el 79% del país desaprueba a Dina Boluarte, ¿por qué solo fueron a marchar 21 mil? Una cifra muy generosa que incluye provincias y algo más». Por otro lado, el sociólogo Omar Coronel, al diario La República, señaló que la «principal consecuencia del 19J es que se comienza a reunificar la coalición antifujimorista».
Con la detención de Kenty Aguirre, la Fiscalía terminó archivando el caso en septiembre de 2023 por falta de pruebas, volviéndose en un precedente en la denuncia por brutalidad policial.
Algunos congresistas de tendencia liberal-conservadora como María del Carmen Alva y Mauricio Mulder negaron que las marchas tuvieran una repercusión exitosa. Incluso el fujimorista Héctor Ventura calificó al grupo manifestantes de «caviar». Además, el diario Expreso reportó distensiones dentro de los organizadores de las marchas.
Por otro lado, según El Buho, la prensa internacional trató de forma contraria con los medios tradicionales de Lima. La polítologa Francesca García elogió la marcha, según su columna de La Tercera de Chile, por llevar «mayor número de grupos políticos, organizaciones sociales y ciudadanos en general a diferencia de las marchas precedentes».